# Nationella universitetet för livs och miljövetenskaper i Ukraina
Nationella universitetet för livs och miljövetenskaper i Ukraina (ukrainska: Національний університет біоресурсів і природокористування України) är ett offentligt universitet inom jordbruksområdet i Ukraina; det ligger i Kiev. Institutionen grundades 1898 och hette före 1992 Ukrainska jordbruksakademin (ukrainska: Українська Сільськогосподарська Академія). Under åren 1992-2008 gick det under namnet National Agricultural University (ukrainska: Національний Аграрний Університет).

## Historia
Vid sekelskiftet mellan 1800-talet och 1900-talet skapade den snabba ekonomiska utvecklingen i det ryska imperiet, som Ukraina var en del av, ett akut behov av högt kvalificerade specialister, bland annat inom jordbrukssektorn. En viktig händelse för utvecklingen av jordbruksutbildning och -vetenskap var öppnandet av jordbruksavdelningen vid Kiev Polytechnic Institute 1898.
År 1954 slogs Kievs jordbruksinstitut samman med Kievs skogsbruksinstitut för att bilda Ukrainas jordbruksakademi (en av initiativtagarna var V. Peresypkin), som spelade en viktig roll i den fortsatta organisationen av utbildning och forskning inom jordbruk och skogsbruk i Ukraina.
År 1992 stödde Ukrainas ledning (Presidenten, Verkhovna Rada, regeringen) initiativen från Ukrainas jordbruksakademi som en grundläggande högre utbildningsinstitution för att reformera jordbruksutbildningssystemet, och i augusti samma år fick status som Ukrainas statliga jordbruksuniversitet, som fick nationell status genom en resolution från Ukrainas Verkhovna Rada 1994. Sedan dess har det kallats National Agrarian University och från 1995 till 2014 var det under funktionell ledning av Ukrainas ministerkabinett.
För att utvidga utbildnings-, forsknings- och innovationsverksamheten vid det nationella agrara universitetet för att tillgodose behoven inom den agroindustriella sektorn, miljösektorn och andra sektorer av ekonomin, samt för att anpassa sådan verksamhet till kraven från internationella organisationer för forskningsuniversitet, bytte det nationella agrara universitetet 2008 namn till Ukrainas nationella universitet för livs- och miljövetenskaper.

## Tidigare namn
- 1898 –1992 – Ukrainska jordbruksakademin
- 1992 –2008 – National Agricultural University
- 2008 – – Nationella universitetet för livs och miljövetenskaper i Ukraina

## Organisation

### Fakulteter
- Biologi
- Geografi
- Geologi
- Ekonomi
- Historia
- Cybernetik
- Mekanik och matematik
- Förberedande
- Psykologi
- Radiofysik
- Sociologi
- Fysik
- Filosofi
- Kemi
- Juridik

### Institutioner
- Militära studier
- Journalistik
- Kievs institut för internationella relationer
- Forskarutbildning
- Språkvetenskap